# Foersterella scaposa
Foersterella scaposa är en stekelart som beskrevs av Boucek 1988. Foersterella scaposa ingår i släktet Foersterella och familjen raggsteklar.
Artens utbredningsområde är Papua Nya Guinea. Inga underarter finns listade i Catalogue of Life.